# Hrabstwo Beaverhead
Hrabstwo Beaverhead (ang. Beaverhead County) – hrabstwo w stanie Montana w Stanach Zjednoczonych. Obszar lądowy hrabstwa obejmuje powierzchnię 5542,31 mil² (14 354,52 km²). Według szacunków United States Census Bureau w roku 2015 miało 9300 mieszkańców.
Hrabstwo powstało w 1864 roku. Jego siedzibą administracyjną jest Dillon.

## Miejscowości
- Dillon
- Lima
- Wisdom (CDP)